# Operațiunea poloneză a NKVD-ului (1937–1938)
Operațiunea Poloneză a NKVD-ului (serviciul de securitate sovietic) din 1937–1938 a fost o operațiune de purificare etnică executată în Uniunea Sovietică împotriva polonezilor (etichetați de autorități ca fiind „agenți”) în perioada marilor epurări staliniste. Operațiunea a fost comandată de  Biroul Politic al Partidului Comunist împotriva așa-zișilor „spioni polonezi” și a fost interpretat de oficialii NKVD ca fiind referitor la „absolut toți polonezii”. Aceasta a dus la condamnarea a 139.835 de persoane și execuția sumară a 111.091 de polonezi care locuiau în sau în apropierea Uniunii Sovietice. Operațiunea a fost pusă în aplicare în conformitate cu Ordinul NKVD Nr. 00485 semnat de Nikolai Ejov. Majoritatea celor împușcați au fost etnici polonezi, dar au fost victime și din rândul altor grupuri minoritare din macroregiunea Kresy⁠(d), ca de exemplu ruteni. Sovieticii au considerat că aceste grupuri etnice au anumite elemente de cultură sau de moștenire poloneze, și erau din acest motiv de asemenea „poloneze”. Restul celor condamnați, care nu corespundeau criteriilor de mai sus, au fost doar „bănuiți” de apartenență la etnia poloneză, fără o cercetare atentă, sau au fost clasificați ca posibili simpatizanți ai polonezilor. Pentru a accelera procesul, personalul NKVD a examinat cărțile locale de telefoane și a arestat persoane cu nume cu sonoritate poloneză.
Operațiunea poloneză a fost cea mai mare acțiune de împușcare și deportare a unui grup etnic în timpul campaniei de crime politice din Uniunea Sovietică cunoscută ca Marea Epurare, orchestrată de Nikolai Ejov. Este considerată de asemenea una dintre cele mai mari acțiuni din istorie de ucidere a polonezilor pe timp de pace.

## Ordinul NKVD Nr. 00485
Ordinul NKVD strict secret Nr. 00485 cu titlul „Cu privire la lichidarea grupurilor diversioniste și de spionaj poloneze și a grupurilor și organizațiilor POW” a fost aprobat pe 9 august 1937 de Biroul politic al Comitetului Central al Partiului Comunist al Uniunii Sovietice și a fost semnat pe 11 august 1937 de Nikolai Ejov. Acesta a fost distribuit subdiviziunilor locale ale NKVD simultan cu „scrisoarea secretă” de treizeci de pagini a lui Ejov, în care acesta explica în ce va consta „Operațiunea poloneză”. Scrisoarea lui Ejov purta titlul „Cu privire la activitățile fasciste-rebele, de spionaj, sabotaj, defetiste și teroriste ale serviciilor poloneze de informații în URSS”. Stalin a cerut NKVD-ului să „continue să sape și să curețe această mizerie poloneză”."
„Ordinul” a folosit procedura simplificată „album”. Listele lungi de polonezi condamnați de un organ NKVD de rang inferior (așa-numita dvoika, o echipă formată din doi oameni) în timpul întâlnirilor inițiale, au fost apoi colectate în „albume” și trimise la birourile NKVD de rang mediu pentru ca să fie vizate de troică (o echipă formată din trei oameni: secretarul organizației de partid, un comandant NKVD și un procuror). Polonezii au fost primul grup important de populație sovietică care a fost condamnat în acest mod. După aprobarea întregului „album”, execuțiile erau duse la îndeplinire imediat. Această procedură a fost, de asemenea, utilizată mai târziu în alte operațiuni în masă ale NKVD-ului.
„Operațiunea poloneză” a fost a două dintr-o serie de operațiuni naționale ale NKVD, care s-au desfășurat în Uniunea Sovietică împotriva unor grupuri etnice – letonii, finlandezii, germanii și românii - și care s-a bazat pe ideea luptei împotriva „inamicului intern” care locuiau în „regiunile înconjurătoare ostile”, de-a lungul frontierelor vestice. În opinia istoricului Timothy Snyder, această justificare fabricată a fost destinată doar mușamalizării campaniei de ucidere în masă aprobată de stat cu scopul de eradicării polonezilor ca grup național și lingvistic minoritar. O altă cauză posibilă, potrivit lui Snyder, ar fi putut apărea din necesitatea explicării Holodomorului, foametea sovietică din Ucraina, care necesita un țap ispășitor politic. Comisarul pentru securitatea statului clasa I Vsevolod Balițki a avut ideea să fie aleasă Organizația Militară Poloneză, care era desființată încă din 1921. NKVD a afirmat însă că această organizație a continuat să existe. Unii dintre polonezii arestați au fost torturați pentru ca să recunoască apartenența la Organizația Militară Poloneză și să denunțe alte persoane care ar fi fost spioni. În paralel, Cominternul a ajutat NKVD-ul prin verificarea dosarelor membrilor în căutarea celor de etnie poloneză, oferind astfel o sursă bogată de dovezi inventate..

## Obiectivele operațiunii

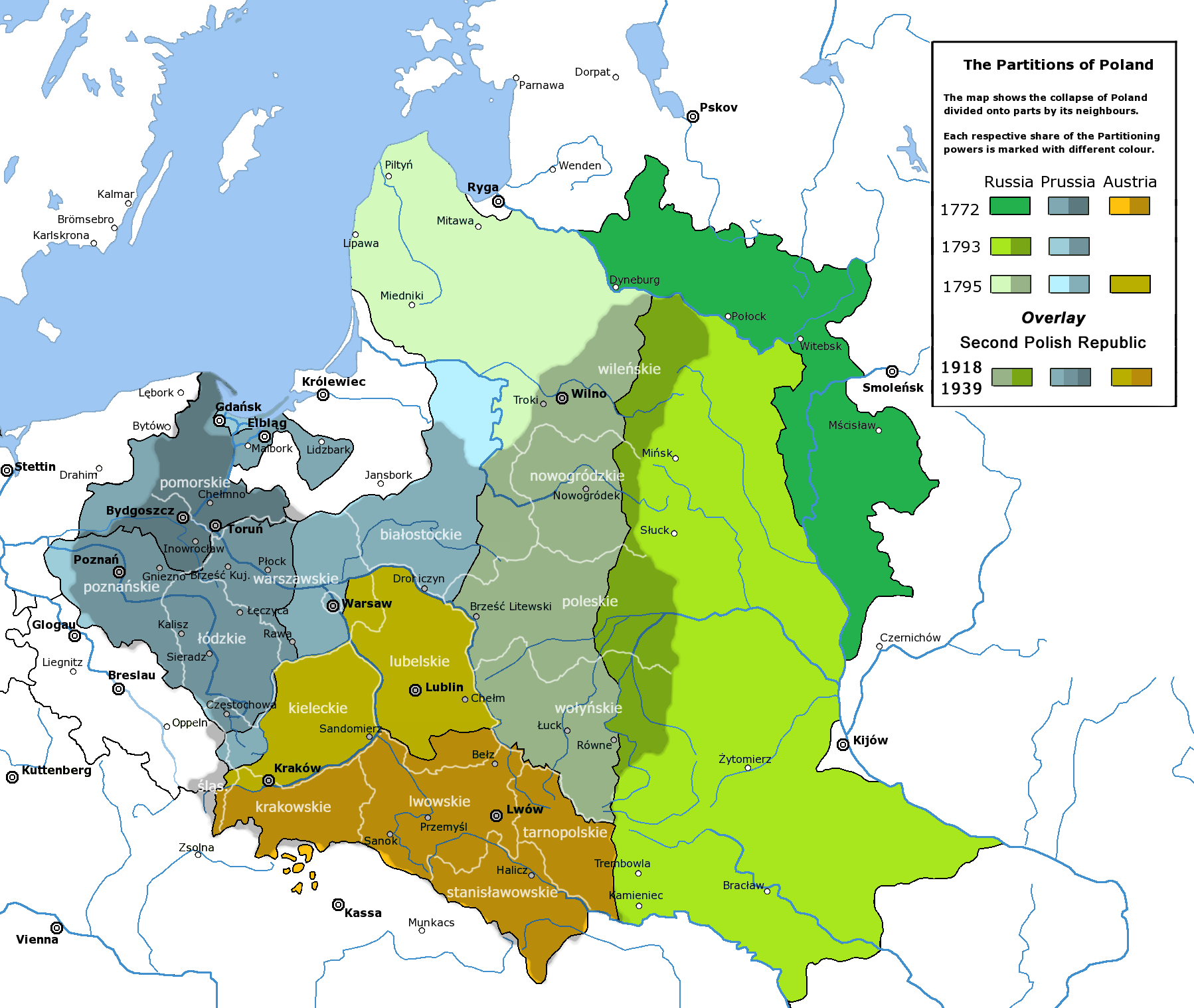
Contururile celei de-a doua Republici Poloneze pe harta împărțirilor Poloniei. Cele mai multe teritorii anexate de Imperiul Rus până în 1793 (cu verde) au rămas în cadrul Uniunii Sovietice după Revoluția din Octombrie din 1917.

Operațiunea s-a desfășurat de pe 25 august 1937 până pe 15 noiembrie 1938.
Cel mai mare grup de persoane cu origini poloneze, aproximativ 40% din totalul victimelor, provenea din Ucraina sovietică, în special din regiunile din apropierea graniței cu Polonia. Printre aceștia se aflau zeci de mii de țărani, lucrători feroviari, muncitori industriali, ingineri și alții. Alte 17% dintre victime proveneau din Bielorusia sovietică. Restul proveneau din Siberia de Vest și Kazahstan, unde trăiseră polonezii exilați după Împărțirile Poloniei, precum și din sudul Uralilor, nordul Caucazului și restul Siberiei, inclusiv din Orientul Îndepărtat.
Următoarele categorii de persoane au fost arestate de NKVD în timpul operațiunii sale poloneze, cum reiese din documentele sovietice:
1. Membrii „activi” ai minorității poloneze din Uniunea Sovietică (practic toți polonezii).[4][5]
2. Toți imigranții din a doua Republică Poloneză.
3. Refugiații politici din Polonia (cei mai mulți dintre ei membri ai Partidului Comunist).
4. Membri sau foști membri ai Partidului Socialist și a altor partide necomuniste poloneze.
5. Toți prizonierii de război din Războiul polono-sovietic, care se mai aflau în Uniunea Sovietică.
6. Membri ai  Organizației Militare Poloneze înscriși pe o listă specială (cei mai mulți dintre ei nu fuseseră vreodată membri ai acestei organizații).

## Apartenența etnică a celor arestați
Deși autoritățile sovietice susțin că victimele executate erau toți etnici polonezi, unii dintre cei uciși erau, de asemenea, etnici bieloruși, evrei, ucraineni și ruși presupuși a fi etnici polonezi din cauza numelor de familie sau a cultelor religioase. 47,3% din numărul total al celor arestați ca „polonezi” în Belarus erau de fapt etnici belaruși de religie catolică, dintre care mulți se declaraseră polonezi în anii 1920. Belarușii catolici au reprezentat până la 14,2% dintre cei arestați în cadrul operațiunii poloneze în întreaga Uniune Sovietică (septembrie–noiembrie 1938). 13,4% dintre cei arestați erau etnici ucraineni, iar 8,8% erau etnici ruși.

## Execuțiile și numărul victimelor
Potrivit arhivelor NKVD, 111.091 polonezi și persoane acuzate de legături cu Polonia au fost condamnate la moarte, iar 28.744 au fost condamnate la sentințe grele în lagărele de muncă, 139.835 de victime în total. Acest număr reprezintă 10% din numărul total de persoane condamnate oficial în perioada Marii Epurări, în conformitate cu documentele oficiale ale NKVD.
Potrivit istoricului Bogdan Musiał⁠(d): „Se estimează că pierderile poloneze în RSS Ucraineană au fost de aproximativ 30%, în timp ce, în RSS Bielorusă,... minoritatea poloneză a fost aproape complet anihilată sau deportată.” Musiał este, de asemenea, de părere că „nu pare improbabil, după cum indică statisticile sovietice, ca numărul polonezilor să fi scăzut de la 792.000 în 1926 la 627.000 în 1939.” 
Aproape toate victimele execuțiilor prin împușcare ale NKVD-ul au fost bărbați, majoritatea cu familii, după cum a scris Michał Jasiński. Soarta soțiilor și copiilor celor arestați sau executați a fost tratată de Ordinul NKVD Nr. 00486. Femeile au fost, în general, condamnate la deportare în Kazahstan, pentru perioade de 5 până la 10 ani. Copiii orfani fără rude dispuse să-i ia în grijă au fost trimiși în orfelinate, pentru a fi crescuți ca „oameni sovietici”, fără să poată să își cunoască originile. Toate bunurile acuzaților au fost confiscate. Părinții celor executați și socrii lor au rămas fără sursă de trai, ceea ce, de obicei, le-a pecetluit soarta. Extrapolarea statistică, scrie Jasiński, crește numărul victimelor poloneze în 1937-1938 la aproximativ 200-250.000, în funcție de mărimea familiilor lor.
În Leningrad, ofițerii NKVD a verificat cărțile locale de telefoane și a arestat aproape 7.000 de cetățeni cu nume polonez, cei mai mulți dintre acești „suspecți” fiind executați în următoarele 10 zile de la arestare.
În satul siberian Belostok din Regiunea Tomsk, 100 de bărbați cu origini poloneze au fost executați, iar trupurile lor au fost aruncate în apele fluviului Obi.

## Evaluări
Potrivit istoricului Michael Ellman, „Operațiunile naționale din 1937-1938, în special «operațiunea poloneză», pot fi calificate drept genocid conform definiției Convenției ONU, deși nu există încă o hotărâre juridică în această privință”. Doctorul în drept și politicianul polonez Karol Karski susține că acțiunile sovietice împotriva polonezilor sunt genocid în conformitate cu dreptul internațional. El spune că, deși exterminarea a vizat și alte naționalități în funcție și de alte criterii decât etnia, atâta timp cât polonezii au fost aleși exclusiv pe baza etniei lor, acest lucru face ca acțiunile să fie genocid. Istoricul Terry Martin consideră că „operațiunile naționale”, inclusiv „operațiunea poloneză”, sunt purificare etnică și „teroare etnică”. Potrivit lui Martin, selectarea naționalităților din diaspora pentru arestare și execuție în masă „frizează genocidul”. Istoricul Timothy Snyder a calificat operațiunea poloneză drept genocid: „Este greu să nu vezi «operațiunea poloneză» sovietică din 1937-1938 ca genocid: tații polonezi au fost împușcați, mamele poloneze au fost trimise în Kazahstan și copii polonezi au fost lăsați în orfelinate, unde își vor pierde identitatea poloneză. În timp ce peste 100.000 de oameni nevinovați au fost uciși pe motivul fals că etnie lor era una neloială, Stalin a vorbit despre «mizeria poloneză».” Și istoricul american Norman Naimark a numit politica lui Stalin care i-a privit pe polonezi ca având caracter de genocid, dar nu consideră că întreaga Mare Epurare este genocid, de vreme ce a vizat de asemenea și oponenții politici. Istoricul britanic Simon Sebag Montefiore are o opinie similară.